# AS Arta/Solar7
L'Association Sportive Arta/Solar 7 es un equipo de fútbol de Yibuti que juega en la Primera División de Yibuti, la liga de fútbol más importante del país.

## Historia
Fue fundado en el año 1980 en la capital Yibuti con el nombre CDE-Colas por el patrocinio de la Chemin de Fer Djibouto-Ethiopien; y es uno de los equipos fundadores de la Primera División de Yibuti, liga de la cual nunca ha descendido. 
En la temporada 2015/16 cambió su nombre por el de CDE/Arta, y un año más tarde lo cambiaron por el de Arta/SIHD por el patrocinio de la empresa Société internationale des hydrocarbures de Djibouti; y en 2018 cambiaron a su nombre actual por el patrocinio de la compañía de energía solar Solar7.
A nivel internacional participaron en la Liga de Campeones Árabe de 2007/08, en la cual no pudieron superar la primera ronda, y a nivel continental participaron por primera vez en la Copa Confederación de la CAF 2018-19, donde fueron eliminados en la primera ronda por el FC Kariobangi Sharks de Kenia.
En la temporada 2023/24 se convirtieron en el primer equipo de Yibuti en superar una ronda en un torneo continental cuando eliminaron en la primera ronda al Horseed FC de Somalia en la Copa Confederación de la CAF pero los eliminó el Zamalek SC de Egipto por un global de 3-4 a pesar de haber ganado el partido de ida por 2-0.

### Nombres utilizados
- 1980-2006 : AS Chemin de Fer Djibouto-Ethiopien
- 2007-2014 : AS CDE-Compagnie Colas
- 2015-2016 : AS CDE/Arta
- 2016-2017 : AS Arta/SIHD (Société internationale des hydrocarbures de Djibouti)
- desde 2018 : AS Arta/Solar 7

## Palmarés
- Primera División de Yibuti: 7

1988, 2000, 2005, 2007, 2021, 2022, 2024
- Copa de Yibuti: 9

1992, 2001, 2004, 2008, 2018-19, 2019-20, 2020-21, 2021-22, 2022-23
- Supercopa de Yibuti: 2

2001, 2019

## Participación en competiciones internacionales

### UAFA
- Liga de Campeones Árabe: 1 aparición

2007/08 - Primera Ronda

### CAF
| Temporada | Torneo                       | Ronda      | Club                 | Casa | Visita | Global |
| --------- | ---------------------------- | ---------- | -------------------- | ---- | ------ | ------ |
| 2018/19   | Copa Confederación de la CAF | Preliminar | FC Kariobangi Sharks | 0-3  | 1-6    | 1-9    |
| 2019/20   | Copa Confederación de la CAF | Preliminar | Al Khartoum SC       | 1-1  | 0-3    | 1-4    |
| 2020/21   | Copa Confederación de la CAF | Preliminar | Al Mokawloon Al Arab | 0-1  | 1-9    | 1-10   |
| 2022/23   | Liga de Campeones de la CAF  | 1          | Al-Merreikh SC       | 1-2  | 0-0    | 1-2    |
| 2023/24   | Copa Confederación de la CAF | 1          | Horseed FC           | 3-0  | 3-0    | 6-0    |
| 2023/24   | Copa Confederación de la CAF | 2          | Zamalek SC           | 2-0  | 1-4    | 3-4    |
| 2024/25   | Liga de Campeones de la CAF  | 1          | Dekedaha FC          | 0-2  | 4-3    | 4-5    |

## Entrenadores
- Moussa Biro[8]
- Thierry Froger (enero de 2022–presente)[2]